# Władcy Geldrii

Herb Geldrii do 1236 r.

Herb Geldrii w latach 1236–1276

Herb Geldrii w latach 1276–1379

Herb Geldrii po 1376 r.

Lista władców Geldrii

## Dynastia Wassenberg
- przed 1096–1129 : Gerard I
- 1129–1131 : Gerard II
- 1131–1182 : Henryk I
- 1182–1207 : Otto I
- 1207–1229 : Gerard III
- 1229–1271 : Otto II
- 1271–1326 : Renald I (faktycznie do 1318)
- 1318–1343 : Renald II Czarny (faktycznie od 1318; od 1339 r. książę)
- 1343–1361 : Renald III Gruby
- 1361–1371 : Edward
- 1371–1371 : Renald III Gruby (ponownie)

## Dynastia Jülich-Hengebach
- 1371–1402 : Wilhelm
- 1402–1423 : Renald IV

## Dynastia Egmond
- 1423–1465 : Arnold
- 1465–1471 : Adolf
- 1471–1473 : Arnold (ponownie)

## Dynastia burgundzka (linia boczna Walezjuszów)
- 1473–1477 : Karol Zuchwały
- 1477–1482 : Maria Burgundzka

## Habsburgowie
- 1482–1492 : Filip I Piękny

## Dynastia Egmond
- 1492–1538 : Karol

## Dynastia kliwijska
- 1538–1543 : Wilhelm Bogaty

## Habsburgowie
- 1543–1556 : Karol II
- 1556–1598 : Filip II
  - 1579 r. - podział Geldrii na cztery części, trzy północne przypadają Niderlandom, południowa pozostaje przy Hiszpanii
- 1598–1621 : Izabela Klara Eugenia Habsburg i Albrecht VII Habsburg
- 1621–1665 : Filip III
- 1665–1700 : Karol III

## Burbonowie
- 1700–1713 : Filip IV

## Habsburgowie
- 1713–1740 : Karol IV
- 1740–1780 : Maria II

## Dynastia habsbursko-lotaryńska
- 1780–1790 : Józef I
- 1790–1792 : Leopold I
- 1792–1795 : Franciszek I